# Franziskanerkloster Crossen

Vereinfachter Stadtplan von Crossen um 1650. Das Franziskanerkloster lag auf der Insel (Hintere Fischerei) westlich der ummauerten Altstadt zwischen Oder, alter Oder und Bober (es existierte um diese Zeit nicht mehr!).

Das Franziskanerkloster Crossen war ein Kloster des Franziskanerordens (lateinisch Ordo fratrum minorum, deutsch: Orden der Minderen Brüder, Ordenskürzel OFM) in Crossen im damaligen Herzogtum Crossen in Schlesien, seit 1945 Krosno Odrzańskie in der Woiwodschaft Lebus in Polen. Die Geschichte des Klosters ist sehr schlecht dokumentiert. Es wurde möglicherweise bereits in den 1240er Jahren (1230er Jahre?) gegründet. Eine erste urkundliche Erwähnung stammt aber erst von 1272. Es gehörte danach zur 1274 geschaffenen Kustodie Goldberg der Sächsischen Franziskanerprovinz (Saxonia). 1523 wurde die Kustodie Goldberg aufgelöst und der Konvent in die neu geschaffene Kustodie Görlitz der Sächsischen Ordensprovinz transferiert. Nach der Einführung der Reformation im Herzogtum Crossen wurde das Kloster 1540 säkularisiert.

## Lage
Das Kloster lag nordwestlich und außerhalb der ummauerten Altstadt von Crossen, auf einem Gelände, das später die Hintere Fischerei genannt wurde. Diese Halbinsel war ursprünglich im Westen begrenzt vom Fluss Bober, der hier in die Oder mündete, im Norden von der Oder und im Süden von der Alten Oder (auch Stadtgraben genannt). Durch die Anlage des Fischergrabens von der Alten Oder direkt zur Oder wurde die Halbinsel zur Insel. Die Mündung des Bober wurde später ca. 1,5 km oderabwärts verlegt. Der Fischergraben wurde später wieder verschüttet, so dass das ehemalige Klostergelände heute wieder auf einer Landzunge liegt, die von Oder und Alter Oder gebildet wird. Das Gelände ist heute bebaut. Von den Klostergebäuden haben sich oberirdisch keine Reste erhalten. Bisher gab es auch keine archäologischen Untersuchungen auf dem früheren Klostergelände. Nach dem Görlitzer Kalendarium necrologium hatte die Kirche das Patrozinium zum Hl. Kreuz von Jerusalem und zum Erzengel Michael, später (1501) zur hl. Hedwig.

## Geschichte
Die Geschichte dieses Klosters ist im Vergleich zu anderen Klöstern sehr schlecht dokumentiert. Nach einem Eintrag im Görlitzer Kalendarium necrologium (Totenbuch) soll das Kloster 1221 von der hl. Hedwig gegründet worden sein. Dieses frühe Gründungsdatum wird von keinerlei urkundlichem Material gestützt. Der Orden wurde 1209 in Italien gegründet, das erste Franziskanerkloster in Deutschland entstand  im Oktober 1221 in Augsburg und breitete sich in Deutschland aus; Erfurt wurde 1224 erreichte. Nach der Ordenschronik des Jordan von Giano von 1262 sollen die Franziskaner erst in den 1230er Jahren auf Initiative des Provinzialministers der Teutonia bzw. später der Saxonia Johannes von Piano del Carpine von dort aus nach Polen und in die Nachbargebiete expandiert haben. Auch widerspricht diese frühe Datierung von 1221 der Ausbreitung des Ordens in den Nachbarstädten, Görlitz (1234), Bautzen (1240), Zittau um 1244 und Lauban (ca. 1254). Vermutlich wurde der Konvent ursprünglich zur Böhmischen Provinz gerechnet und gehörte wahrscheinlich zur Kustodie Bautzen. 1274 wurde auf dem Generalkapitel in Lyon (endgültig) beschlossen, die Kustodien Breslau und Bautzen von der böhmischen Provinz abzutrennen und der sächsischen Franziskanerprovinz zuzuweisen. Die Kustodie Bautzen wurde gleichzeitig in Kustodie Goldberg umbenannt.
Am 3. September 1272 schrieb der Breslauer Bischof Thomas II. an den Guardian und die Brüder in Crossen, dass er über Herzog Konrad II. und dessen Herrschaftsgebiet das Interdikt verhängt habe. Er forderte die Ordensbrüder auf, dieses Interdikt zu verkünden, Messen nur hinter ihren Klostermauern zu halten und keine Stadtbürger zum Gottesdienst einzulassen.
Beim Konflikt zwischen Bischof Thomas II. und Herzog Heinrich IV. 1282, in dessen Folge Bischof Thomas II. das Interdikt über den Herzog und seine Herrschaftsgebiete verhängt hatte, standen die Franziskaner dieses Mal auf Seiten des Herzogs, im Gegensatz zu den Crossener Dominikanern, die das Interdikt unterstützten und aus der Stadt vertrieben wurden. Nach Edelmann sollen die Franziskaner des Konvents in Crossen 1299 nach Sorau übergesiedelt sein. Einen Beleg dafür gibt er nicht an.
Nach einer kurz gehaltenen Bemerkung im Görlitzer Kalendarium Necrologium sollen auch die Crossener Franziskaner die Stadt für viele Jahre verlassen haben. Die Gründe für die Aufgabe des Klosters und den Zeitpunkt der Wiederbesiedlung kennen wir mangels Urkunden nicht. Es ist aber auch denkbar, dass sich die Nachricht auf eine Flucht der Ordensbrüder vor den Hussiten bezieht, die 1433 die Stadtdörfer und Vorstädte zerstört hatten. Höchstwahrscheinlich wurde dabei auch das außerhalb der Mauern liegende Franziskanerkloster verwüstet. Dass zu diesem Zeitpunkt ein Konvent der Franziskaner in Crossen existierte, ergibt sich durch das Testament des Herzogs Wenzel. Am 31. Mai 1430 vermachte er seine gesamten Kleider, aus Samt oder aus Pelz, kirchlichen Institutionen der Stadt, die Hälfte der Crossener Stadtkirche, und je ein Viertel den Dominikanern und den Franziskanern.
Durch die Nennung des Lektors Matheus Sartoris ist für die Zeit um 1500 ein Hausstudium im Konvent in Crossen belegt. 1501 verteidigte der Crossener Guardian Franziskus Goltmann die etablierte mendikantische Lebensweise der Konvente in Görlitz, Bautzen, Zittau, Schweidnitz, Löwenberg, Lauban und Sagan und beklagte die Anfeindungen durch die Observanten.
1513 wurde Valentinus de Krosna zum Provinzialminister der Franziskanerordenprovinz Bohemia gewählt.
Durch Beschluss des Generalkapitels in Burgos 1523 wurden die Konvente in Goldberg und Liegnitz in die böhmische (Minoriten-)Provinz eingegliedert, die Kustodie Goldberg wurde gleichzeitig aufgelöst. Die restlichen Häuser der Kustodie Goldberg, darunter der Konvent in Crossen, wurden in die (neu geschaffene) Kustodie Görlitz eingegliedert. Das Kloster wurde während der Reformation verlassen; genauere Informationen liegen hierzu nicht vor. 1540 wurde das Kloster von Markgraf Johann von Küstrin säkularisiert. Es stand damals bereits leer, war also schon vorher von den Brüdern verlassen worden.

### Nachnutzung der Gebäude
Das Klostergelände übergab Markgraf Johann von Küstrin an Hans von Knobelsdorf, Hauptmann zu Crossen, der die Anlage alsbald an den Kastner Thomas Reichenau weiterverkaufte. Dieser nutzte die Klosterscheunen und Gärten. Ein Teil des Klosterareals wurde zur Bebauung durch Fischer freigegeben. Die Gebäude wurden für die Gewinnung von Baumaterial für die neuen Häuser abgetragen. Ein anderer Teil des Areals wurde 1545 der Stadt zur Anlage eines Armenfriedhofs mit Beinhaus und Kapelle überlassen. Die Kirche wurde nach der Säkularisierung als Fischerkirche genutzt. 1612 wurde sie abgerissen und neu erbaut. 1634 wurde sie im Dreißigjährigen Krieg durch Feuer völlig vernichtet. 1638 errichteten schwedische Truppen Befestigungen auf dem Areal. Im 18. und 19. Jahrhundert ließ das Amt Crossen neue Wirtschaftsgebäude auf dem Areal bauen.

### Guardiane und andere Klosterämter
| Amtszeit | Guardian            | Anmerkungen                                  |
| -------- | ------------------- | -------------------------------------------- |
| 1272     | NN                  | Guardianus et fratres Minorum ... in Crostna |
| um 1500  | Mattheus Sartoris   |                                              |
| 1501     | Franciscus Goltmann |                                              |